# یوئل رومرو
یوئل رومرو پالاسیو (به اسپانیایی: Yoel Romero Palacio) (متولد ۳۰ آوریل ۱۹۷۷) مبارز ترکیبی کنونی و کشتی‌گیر پیشین کوبایی است. او قهرمان پیشین مسابقات یواف‌سی در دستهٔ میان‌وزن، و همچنین در رشتهٔ کشتی آزاد قهرمان جهان و نائب قهرمان المپیک ۲۰۰۰ سیدنی در دستهٔ ٨۵ کیلوگرم است. رده‌بندی یو.اف.سی رومرو را در جایگاه دومین مبارز میان‌وزن جهان قرار داده‌است.